# Andrena leucopsis
Andrena leucopsis är en biart som beskrevs av Warncke 1967. Andrena leucopsis ingår i släktet sandbin, och familjen grävbin. Inga underarter finns listade i Catalogue of Life.